# Carpinteria, Kalifornija
Carpinteria je grad u američkoj saveznoj državi Kalifornija. Prema popisu stanovništva iz 2010. u njemu je živjelo 13 040 stanovnika. Administrativno pripada okrugu Santa Barbara.